# Éder (Fußballspieler, 1986)
Éder, mit vollem Namen Éder Citadin Martins (* 15. November 1986 in Lauro Müller), ist ein brasilianisch-italienischer Fußballspieler, der aktuell beim Criciúma EC unter Vertrag steht.

## Karriere

### Verein
Éder begann seine Karriere beim Criciúma EC, für den er bis 2005 in der Série B spielte. Im Januar 2006 wechselte er zum FC Empoli in die Serie A, wo er allerdings nur selten zum Einsatz kam. Zur Rückrunde der Saison 2007/08 wurde er für eineinhalb Jahre an Frosinone Calcio verliehen. In der Saison 2009/10 spielte er wieder für den FC Empoli, wo er einen Vertrag bis 2012 besaß.
Am 13. April 2010 erzielte Éder im Heimspiel gegen Salernitana Calcio vier Tore innerhalb von 21 Minuten und führte Empoli somit zu einem 5:2-Sieg. In der Spielzeit 2009/10 wurde er mit 27 erzielten Treffern zum Torschützenkönig der Serie B, elf Tore erzielte er mittels Strafstoß.
Am 20. August 2010 wurde er von Brescia Calcio verpflichtet, wo er einen Vertrag über fünf Jahre unterschrieb. Bei seinem zweiten Einsatz in der Serie A am 12. September 2010 schoss er sein erstes Tor in der höchsten Spielklasse, Brescia gewann das Heimspiel gegen die US Palermo mit 3:2. Nach einem halben Jahr bei der AC Cesena wechselte er zum Jahreswechsel 2011/12 zu Sampdoria Genua.
Nach dreieinhalb Spielzeiten bei Sampdoria, in denen Éder in 112 Spielen 40 Tore erzielte, wechselte er in der Winterpause der Saison 2015/16 auf Leihbasis zu Inter Mailand. Im Sommer 2016 wechselte Éder für eine Ablösesumme von 10 Millionen Euro schließlich fest zu Inter Mailand. Insgesamt kam er in zwei Jahren bei Inter zwar auf mehr als 60 Ligaeinsätze, war gegen Ende der Saison 2017/18 aber nur Ersatz hinter Mauro Icardi.

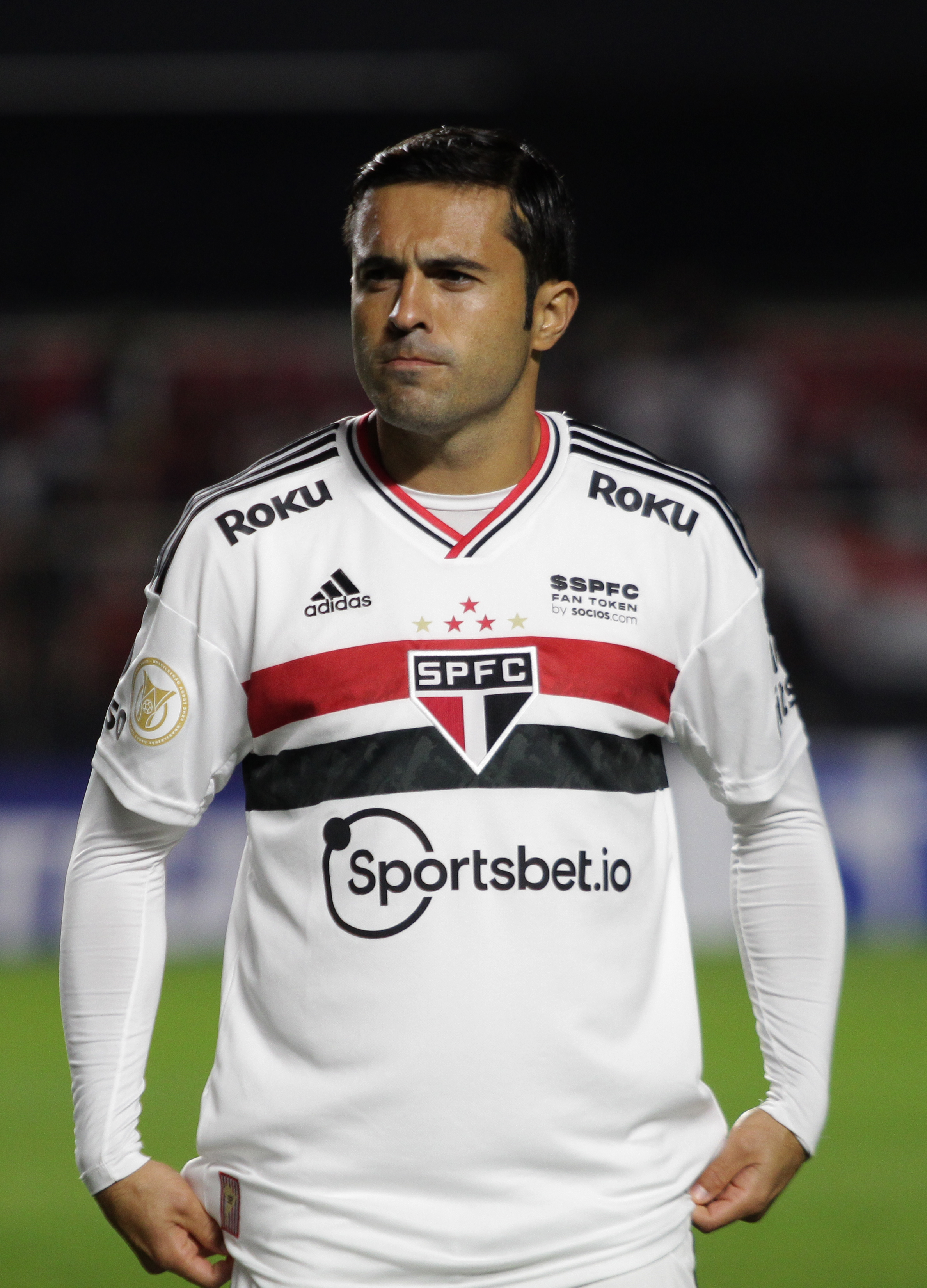
Éder im Trikot des FC São Paulo (2022)

Im Sommer 2018 folgte der Wechsel zum chinesischen Erstligisten Jiangsu Suning, die Ablösesumme betrug 5 Millionen Euro. Nach knapp drei Jahren in China wechselte er 2021 ablösefrei zum FC São Paulo und unterschrieb dort einen Vertrag bis Jahresende 2022. Zur Saison 2023 wechselte Éder zu seinem ersten Profiklub Criciúma EC. Der Kontrakt erhielt eine Laufzeit über zwei Jahre. Éder erklärte, dass dieses sein letzter sein solle. Im April des Jahres konnte er mit dem Klub die Staatsmeisterschaft von Santa Catarina gewinnen.

### Nationalmannschaft
Bei der Fußball-Europameisterschaft 2016 in Frankreich wurde er in das italienische Aufgebot aufgenommen. Als Stammspieler bestritt er vier der fünf Turnierpartien und setzte nur im bedeutungslosen letzten Gruppenspiel aus. In der zweiten Begegnung Italien – Schweden traf er zum 1:0-Siegtreffer und wurde zum Man of the Match gewählt. Im Viertelfinale scheiterte das Team an Deutschland und schied aus.
Éder spielte auch unter Gian Piero Ventura während der WM-Qualifikation regelmäßig und wurde mit Italien Gruppenzweiter hinter Spanien. In den Play-offs scheiterte Italien an Schweden und verpasste die WM. Seither wurde Éder nicht mehr berücksichtigt.

## Erfolge
São Paulo
- Staatsmeisterschaft von São Paulo: 2021

Criciúma
- Staatsmeisterschaft von Santa Catarina: 2023

Auszeichnungen
- Player of the Match im Spiel Italien – Schweden bei der Europameisterschaft 2016